# Realidad virtual

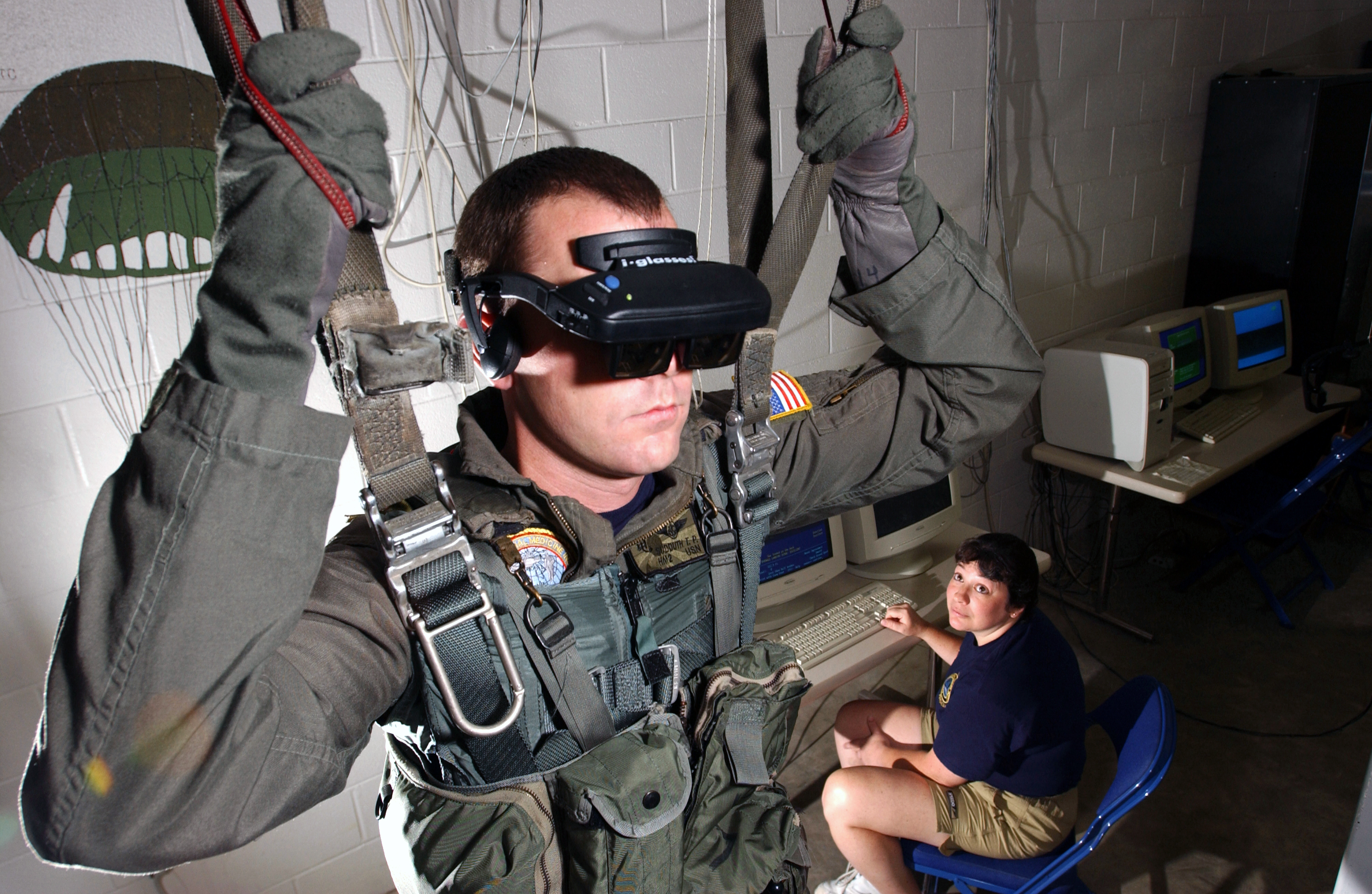
Personal de la armada de los Estados Unidos usando un sistema de realidad virtual para entrenarse

La realidad virtual (RV) es un entorno de escenas y objetos simulados de apariencia real. La acepción más común refiere a un entorno generado mediante tecnología informática, que crea en el usuario la sensación de estar inmerso en él. Dicho entorno es contemplado por el usuario a través de un dispositivo conocido como gafas o casco de realidad virtual. Este puede ir acompañado de otros dispositivos, como guantes o trajes especiales, que permiten una mayor interacción con el entorno así como la percepción de diferentes estímulos que intensifican la sensación de realidad.

## Definición
El término realidad virtual (RV) se popularizó a finales de la década de 1980 por Jaron Lanier, uno de los pioneros del campo. Al mismo tiempo, también apareció el término "realidad artificial" (RA). En 1982 el término ciberespacio fue acuñado en una novela por W. Gibson ("Burning Chrome"). La Enciclopedia Británica describe la realidad virtual como "el uso del modelado y la simulación por computadora que permite a una persona interactuar con un entorno sensorial tridimensional (3D) artificial u otro entorno sensorial". Además, establece que "las aplicaciones de realidad virtual sumergen al usuario en un entorno generado por computadora que simula la realidad mediante el uso de dispositivos interactivos, que envían y reciben información y se usan como gafas, auriculares, guantes o trajes para el cuerpo". Por ejemplo, un usuario que usa una pantalla montada en la cabeza con un sistema de proyección estereoscópica puede ver imágenes animadas de un entorno virtual. Un término importante es presencia o telepresencia, que se puede describir como una ilusión de "estar allí".

### Presencia e inmersión
En uso general, la presencia se define como "el hecho o condición de estar presente; el estado de estar con o en el mismo lugar que una persona o cosa; asistencia, compañía, sociedad o asociación", aunque la presencia también tiene significados diferentes. A principios de la década de 1990, el término presencia se usaba cada vez más para describir la experiencia subjetiva de los participantes en un entorno virtual. Una definición que se usa con mayor frecuencia para entornos virtualmente generados es la de "estar en un lugar o entorno, incluso cuando uno se encuentra físicamente en otro" o, más brevemente, "estar allí".
Este tipo de definiciones siguen una metáfora del transporte, ya que el usuario percibe estar en un lugar diferente. Además de considerar la presencia como transporte, el concepto puede definirse como riqueza social cuando se utiliza para la interacción humano-humana en las organizaciones, como el grado de realismo del entorno mostrado o como grado de inmersión. Al tratar de encontrar un denominador común para todas estas definiciones, se sugirió una definición general de presencia como "ilusión perceptual de no mediación".
En contraste con la presencia, la inmersión generalmente se define como una característica cuantificable del sistema, que describe la capacidad de un sistema para mostrar un entorno generado artificialmente de forma que se aproxime a la experiencia real. Las características de los sistemas altamente inmersivos son la interacción en tiempo real, la visión estereoscópica, la alta velocidad de cuadro y la resolución, y múltiples pantallas (visual, auditiva y háptica).
Sistemas semi-inmersivos, como el CAVE diseñado por Cruz-Neira et al. en 1992, proporciona sonido 3D y gráficos de alta resolución. Una CAVE es un lugar de trabajo multiusuario rodeado de pantallas donde se proyecta el mundo virtual. Las imágenes se muestran de acuerdo con la posición y la dirección de la mirada del usuario principal. Para obtener información adicional acerca de los sistemas CAVE, consulte la Sección 7.2.5. En general, los sistemas semi-inmersivos permiten que varios usuarios compartan la simulación; esto abre posibilidades interesantes para el trabajo colaborativo.
Los sistemas no inmersivos han ganado popularidad debido a su menor costo, facilidad de uso y facilidad de instalación. A veces se llaman sistemas de realidad virtual basados en escritorio; los ejemplos más representativos son los videojuegos. La buena combinación de interactividad, facilidad de uso y gráficos y sonido atractivos puede generar en los usuarios un gran nivel de interés y participación en la simulación. Pocos sistemas de realidad virtual pueden competir con un buen videojuego en términos de aislar psicológicamente al usuario del mundo y producir fuertes respuestas emocionales.
Los aspectos psicológicos de la experiencia de realidad virtual son un área de investigación activa. No está del todo claro cuáles son los factores en una simulación que pueden producir reacciones específicas del usuario en términos de respuesta emocional, participación y grado de interés. Uno de los conceptos más importantes que nos ayuda a entender la psicología de la experiencia de realidad virtual es el "sentido de presencia".
El uso del casco de realidad virtual (HMD) permite a los usuarios percibir imágenes 3D estereoscópicas y determinar la posición espacial en el entorno visual a través de sensores de seguimiento de movimiento en el casco. Mientras tanto, los usuarios pueden escuchar sonidos por los auriculares e interactuar con objetos virtuales utilizando dispositivos de entrada como joysticks, varillas y guantes de datos. Como resultado, los usuarios sienten que pueden mirar a su alrededor y moverse a través del entorno simulado.

## Principios de la realidad virtual

### Componentes principales
La realidad virtual comprende dos elementos principales: el entorno del usuario y el entorno virtual. Mientras el usuario interactúa con el sistema de realidad virtual, los dos entornos se comunican e intercambian información a través de una barrera llamada interfaz. La interfaz puede considerarse como un traductor entre el usuario y el sistema de realidad virtual. Cuando el usuario aplica acciones de entrada (por ejemplo, movimiento, generación de fuerza, voz, etc.), la interfaz traduce estas acciones en señales digitales, que pueden ser procesadas e interpretadas por el sistema. Por otro lado, las reacciones calculadas del sistema también se traducen por la interfaz en cantidades físicas, que el usuario puede percibir mediante el uso de diferentes tecnologías de pantalla y actuador (por ejemplo, imágenes, sonidos, olores, etc.). Finalmente, el usuario interpreta esta información y reacciona al sistema en consecuencia.

### Importancia de la multimodalidad
En las aplicaciones de realidad virtual, el intercambio de diferentes cantidades físicas entre el usuario y el entorno virtual se produce a través de diferentes canales o modalidades. Tales modalidades pueden ser sonido, visión o tacto. La comunicación con múltiples modalidades se llama interacción multimodal. La interacción multimodal permite que varios tipos de modalidades se intercambien simultáneamente entre el usuario y el entorno virtual. El objetivo de la aplicación de la interacción multimodal es proporcionar una imagen completa y realista de la situación, para proporcionar información redundante, por ejemplo, por razones de seguridad, y para aumentar la calidad de la presencia.

## Inmersión y navegación
La realidad virtual puede ser de dos tipos: inmersiva o no inmersiva y semiinmersiva. Los métodos inmersivos de realidad virtual con frecuencia se ligan a un ambiente tridimensional creado por un ordenador, el cual se manipula a través de cascos, guantes u otros dispositivos que capturan la posición y rotación de diferentes partes del cuerpo humano. La realidad virtual no inmersiva utiliza también el ordenador y se vale de medios como el que actualmente nos ofrece Internet, en el cual se puede interactuar en tiempo real con diferentes personas en espacios y ambientes que en realidad no existen sin la necesidad de dispositivos adicionales al ordenador. Este caso se acerca a la navegación, a través de la cual se ofrece al sujeto la posibilidad de experimentar (moverse, desplazarse, sentir) determinados espacios, mundos, lugares, como si se encontrase en ellos.
La realidad virtual no inmersiva ofrece un nuevo mundo a través de una ventana de escritorio. Este enfoque no inmersivo tiene varias ventajas sobre el enfoque inmersivo como son el bajo costo así como la fácil y rápida aceptación de los usuarios. Los dispositivos inmersivos son de alto costo y generalmente el usuario prefiere manipular el ambiente virtual por medio de dispositivos familiares como son el teclado y el ratón que por medio de cascos pesados o guantes.
El alto precio de los dispositivos inmersivos ha generalizado el uso de ambientes virtuales fáciles de manipular por medio de dispositivos más sencillos, como es el ejemplo del importante negocio de las videoconsolas o los juegos en los que numerosos usuarios interactúan a través de Internet. Es a través de Internet como nace VRML, que es un estándar para la creación de estos mundos virtuales no inmersivos, que provee un conjunto de primitivas para el modelaje tridimensional y permite dar comportamiento a los objetos y asignar diferentes animaciones que pueden ser activadas por los usuarios.
La realidad virtual semiinmersiva, es muy similar a la realidad inmersiva, con la diferencia en que se disponen de cuatro pantallas en forma de cubo que ordenan al usuario, siendo necesario gafas y dispositivos de seguimiento de movimientos y permite el contacto con recursos del mundo real, siendo uno de los ejemplos más representativos el Cave Automatic Virtual Environment.
Por último, hay que destacar algunas mejoras que facilitan los sistemas de realidad virtual, en lo que se refiere al tratamiento de enfermedades relativas a problemas de movilidad.

## Tipos de realidad virtual
La realidad virtual puede llevarse a cabo a través de diferentes métodos como pueden ser: un simulador o un avatar, la proyección de imágenes reales, mediante un ordenador o la inmersión en un entorno virtual.
- Simuladores: El primer tipo es a través de un simulador de realidad virtual. Los simuladores de conducción de vehículos, por ejemplo, dan a los usuarios a bordo la impresión de que están llevando un vehículo real, ya que predice el movimiento del vehículo al dar una orden y recibir la correspondiente respuesta visual y auditiva (apretamos el acelerador y vemos en la pantalla cómo el coche se mueve más rápido y escuchamos como suben las revoluciones del vehículo). Los simuladores se han estado utilizando de forma efectiva para desarrollar sistemas, para mejorar la seguridad y estudiar factores humanos. De igual forma existen simulador de cirugías que aportan prácticas dinámicas y accesibles.[12]
- Avatares: Con los avatares los usuarios pueden unirse al entorno virtual de dos formas: 1) Eligiendo un avatar prediseñado con gráficos de ordenador. 2) Realizando una grabación de sí mismo a través de un dispositivo de vídeo. En el caso de la grabación a través de una cámara web, el fondo de la imagen se elimina para contribuir a una mayor sensación de realidad. La realidad virtual a través de avatares mejora la interacción entre la persona en sí y el ordenador, ya que esta forma es más efectiva que el sistema convencional de ordenador de escritorio. Un ejemplo son los avateres de Facebook VR en donde el usuario puede crear su personaje basándose en sus fotos encontradas en su perfil de usuario.[13]
- Proyección de imágenes reales: En la proyección de imágenes reales aplicadas en la realidad virtual, el diseño gráfico de entornos reales juega un papel vital en algunas aplicaciones como por ejemplo: Navegación autónoma y construcción del diseño gráfico de simuladores de vuelo. Este tipo de RV está ganando popularidad sobre todo en gráficos diseñados por ordenador, ya que mejora el realismo utilizando imágenes foto-realistas y el proceso de modelado es bastante más sencillo. A la hora de generar modelos realistas, es esencial registrar con exactitud datos en tres dimensiones (3D). Normalmente se utilizan cámaras para diseñar pequeños objetos a corta distancia.[14]
- Por ordenador: Este tipo de realidad virtual conlleva mostrar un mundo en tres dimensiones en un ordenador ordinario sin usar ningún tipo de sensor de movimiento específico. Muchos juegos de ordenador actuales utilizan recursos como personajes y otros dispositivos con los que se puede interactuar, para hacer sentir al usuario parte del mundo virtual. Una crítica común a este tipo de inmersión es que no se tiene sentido de visión periférica, ya que el conocimiento que el usuario tiene de lo que pasa a tu alrededor se limita a su entorno más cercano.
- Inmersión en entornos virtuales: La mejor opción para vivir la RV es a través de una interfaz cerebro-máquina, que permite una comunicación directa entre el cerebro y un dispositivo externo. Un paso intermedio sería producir un “espacio virtual” usando un casco de realidad virtual donde las imágenes que aparecen en el casco están controladas a través de un ordenador. Los únicos límites son la propia capacidad del ordenador que sirva la experiencia, la calidad de las gafas RV y el contenido disponible en la plataforma de realidad virtual.[15]

## Usos
La realidad virtual se aplica a diversas áreas, incluyendo industria para adultos, arte, educación, entretenimiento y videojuegos así como narrativas interactivas, milicia, educación, y medicina. Debido al crecimiento latente es predecible que llegue a cubrir otras industrias.

### Educación
Fue en 1993, cuando se llevó a cabo el primer uso práctico de una aplicación de la realidad virtual en la educación y se desarrolló mediante un prototipo de laboratorio de física aplicada. A pasos agigantados avanza en el ámbito de la educación, aunque aún queda mucho por hacer. Las posibilidades de la realidad virtual y la educación son infinitas y traen muchas ventajas a los alumnos y alumnas de todas las edades. Actualmente existen pocas iniciativas que creen contenido para la educación, ya que toda la atención y avances se están realizando en la industria del entretenimiento, aunque muchos dan por hecho que es lo que viene en el futuro y será una pieza clave en la educación. En estudios universitarios esta ya es usada con fines de práctica y para generar experiencia como para diseñar modelos de arquitecturas (ingenierías) o ver algunos sistemas del cuerpo humano (medicina). Con los mismos objetivos, una prueba piloto fue llevada a cabo en el instituto Hunters Lane (Tenessee, EE. UU.) en 2017.

### Psicoterapia
En psicoterapia, el uso de la realidad virtual ha sido bastante novedoso, ya que esta logra que el sujeto ya no se encuentre en una posición pasiva, permitiendo moverse por el entorno e interactuar con él de diferentes maneras logrando que la interacción se haga más íntima y con ello ganar ergonomía. La realidad virtual puede utilizarse como forma de intervención diagnóstica y terapéutica. Las aplicaciones principales que se han desarrollado hasta el momento tienen que ver con técnicas de exposición empleadas habitualmente para el tratamiento de las fobias Max M. North, Sarah M. North y Joseph K. Coble, estos científicos trataron la aerofobia, fobia social, agorafobia, pero se ha avanzado también en otros campos como los trastornos alimentarios. También, existen numerosas aplicaciones de la realidad virtual para la rehabilitación psicológica y psicomotora.
En el caso de la aerofobia o miedo a volar, la realidad virtual ofrece multitud de ventajas para el tratamiento de enfermedades o trastornos mentales. En primer lugar, el control sobre lo que ocurre en el mundo virtual es total, es por lo que, se podrá garantizar al paciente que ocurrirá lo que se quiera que ocurra en ese mundo virtual. De esta forma, el ambiente de la terapia quedará caracterizado como ambiente protegido donde el paciente podrá explorar sin obtener consecuencias directas y, posteriormente, pueda aplicar en el ambiente natural las destrezas adquiridas.
Por lo que respecta a la investigación en psicoterapia, se están utilizando varias ventajas que ofrece la realidad virtual y que se pueden resumir en: mayor control sobre la introducción de estímulos; mayor variedad en las opciones de respuesta; introducción de estímulos en tres dimensiones; creación de escenarios complejos; generación de estímulos sensoriales variados, potencialmente incluyendo audio, tacto, olfato y movimiento, que se perciben simultáneamente con el entorno generado gráficamente; manipulación precisa e independiente de la relación geométrica y fotométrica entre objetos; posibilidad de examinar conductas sofisticadas y complejas de los participantes tal como la evitación; y el estudio de situaciones que en la vida real pueden resultar impracticables, peligrosas o éticamente cuestionables. Sin embargo, pese al enorme potencial de la realidad virtual, los investigadores deben ser conscientes de determinadas limitaciones, entre las cuales destaca la variable "presencia", ya que la inmersión virtual no necesariamente es suficiente para dar la sensación al participante de que los objetos están "realmente allí" y reaccionar genuinamente.

### Medicina
Los últimos años han provocado un cambio drástico en la conciencia del paciente y el sentido de los efectos adversos en la atención médica. La combinación de este proceso con un enfoque creciente en la seguridad del paciente ha puesto a prueba los paradigmas educativos tradicionales en el área médica. Especialmente en el campo quirúrgico, el concepto consagrado de la educación teórica seguida de la práctica clínica supervisada, a menudo denominado "ver, hacer, enseñar", es cada vez menos aceptable, por lo que se buscan métodos innovadores y complementarios de enseñanza del conocimiento médico. Otras preocupaciones se basan en el alto costo de la enseñanza en un entorno clínico. El nivel de costos, complejidad, riesgos y exposición temporal del proceso de capacitación aumenta con la fidelidad de los objetos.
La aplicación de la tecnología de realidad virtual (VR) en medicina por ejemplo para el aprendizaje de la anatomía y sobre todo en el área clínica: especialmente para el entrenamiento quirúrgico de los residentes en formación, y para los pacientes en el manejo del dolor, rehabilitación física y tratamiento terapéutico de enfermedades mentales.
En comparación con los modelos animales, los videos y el e-learning, las simulaciones de realidad virtual son más realistas debido a que las estructuras anatómicas exhibidas en los gráficos 3D son más intuitivas. Los alumnos pueden interactuar con todas las estructuras anatómicas, como la piel, los músculos, los huesos, los nervios y los vasos sanguíneos. Los cambios que ocurren después de cada paso quirúrgico son muy similares a los de la realidad. El rendimiento completo se puede registrar, comparar y analizar, haciendo que los datos estén permanentemente disponibles para los alumnos. Desde una perspectiva diferente, la supervisión por un superior y la participación del paciente ya no son necesarios durante el período de capacitación y adquisición de habilidades básicas, ya que las simulaciones de realidad virtual pueden proporcionar un entorno virtual controlado necesario para satisfacer estos requisitos fuera de la sala de operaciones.
Múltiples aspectos de las habilidades sobre el rendimiento psicomotor de un aprendiz se pueden medir directamente mediante la evaluación de rendimiento objetivo que es ofrecida por las simulaciones. El efecto de entrenamiento de las simulaciones de RV generalmente se evalúa mediante parámetros estándar, incluido el tiempo necesario para completar la tarea, longitud de ruta, número de colisiones, lesiones, número de puntos de referencia anatómicos identificados, número de cuerpos sueltos encontrados, satisfacción, etc.
La idea de utilizar simuladores quirúrgicos basados en RV para capacitar a posibles cirujanos ha sido un tema de investigación durante más de una década. Sin embargo, la simulación quirúrgica aún está lejos de ser integrada al plan de estudios médicos. Existe una cantidad de preguntas aún abiertas, por ejemplo, el nivel de realismo de simulación que se necesita para el aprendizaje efectivo, la identificación de los componentes de las habilidades quirúrgicas que deben ser entrenados, así como la validación del efecto del entrenamiento. La investigación actual se esfuerza por abordar estos problemas con una nueva generación de simuladores altamente realistas. Un elemento clave del realismo es la fidelidad y la variabilidad de la escena del entrenamiento, lo que refleja las diferencias en los pacientes individuales.

### Entretenimiento
A lo largo de la década se han incorporado medios cuya finalidad es la de entretener al usuario abriendo un nuevo nivel de canal comunicativo exponencial, los ejemplos más destacados son los cortometrajes realizados por Google Spotlight Stories destacado por su cualidad de storytelling para realidad virtual. Su aprobación es dada por la accesibilidad de usar desde un teléfono móvil hasta una PC con sensores de trackeo. Por otra parte, la inclusión de cámaras de 360 grados tales como GoPro,VIRB, Samsung, Insta 360 ONE, Nikon KeyMission 360, Insta 360 Air, entre otros, han permitido el uso de dispositivos móviles para reproducir contenido en 360 grados para una posterior edición.
Queda por restar que la industria cinematográfica se ha enfocado en canalizar publicidad en 360 grados, como en Isle of Dogs donde experimentas la escenografía del filme stop-motion aludiendo a un detrás de escenas en realidad virtual llamando la atención en las redes sociales.
Finalmente, el cortometraje animado Pearl dirigido por Patrick Osborne en el año 2007 y ganador de Emmy Award-Winner expresan el potencial narrativo que se puede evocar del uso de las nuevas tecnologías permitiendo un conocimiento psicológico de los personajes haciendo que el usuario mantenga la atención a todo su entorno para entender de mejor manera la historia.
Como menciona Matthew Schnipper en el reportaje The State of Virtual Reality para el portal The Verge: “La promesa de la realidad virtual ha sido sobre-estimada. Usa unos lentes, ubícate aquí y serás transportado hacia allá. Es el mismo escapismo prometido por las drogas, el alcohol, el sexo o el arte -deshacerse de los grilletes mundanos a través de una transportación metafísica hacia estados alterados”.

### Videojuegos
Los videojuegos han evolucionado considerablemente. La calidad gráfica ha llegado al punto de igualar a la de consolas como en los ya vistos Doom VR y Fallout 4 VR haciendo un desplazamiento virtual por medio de teletransportación dentro del mapa. La mezcla entre experiencia de realidad virtual y videojuego VR culminan en un híbrido de las experiencias como se puede apreciar en Rick and Morty:Virtual Rick-ality o Job Simulator haciendo que el usuario pueda actuar de manera sencilla en el ambiente sin necesidad de desplazarse por medio de teletransportación con la finalidad de evitar fatiga visual.
Como antecedente de incorporación de monitor VR a consolas nos encontramos con los PlayStation VR que incorporan controles con sensores de movimiento que delimitan una ubicación en el espacio y el motor de trabajo recae sobre la consola, con la finalidad de excusar la compra de una PC exigente, introduciendo poco a poco a la comunidad sobre las nuevas tecnologías para implementar desarrollos exponenciales. Sin embargo, consolas como la Xbox One no han anunciado ningún tipo de competencia en ese campo, poniendo en duda si el futuro del entretenimiento es la realidad virtual.[¿según quién?]
Conforme avanzan las tecnologías de realidad virtual, la fuerte influencia de los videojuegos en la cultura afectan el storytelling de no ficción y también la periodística pues buscan impactar sobre las tendencias actuales.
En España y Argentina se han inaugurado salas de realidad virtual con juegos inmersivos; estos son espacios diseñados para ofrecer experiencias de entretenimiento y simulación a través de tecnología de realidad virtual. Además de visores, también pueden estar equipados con guantes hápticos, sensores de movimiento y plataformas de movimiento. Estos dispositivos adicionales permiten interactuar de manera natural con un entorno virtual y, en el caso de las plataformas de movimiento, simular desplazamientos físicos, incrementando así la sensación de inmersión.

### Software
Actualmente, tras la incorporación de HDM compatibles con Steam VR han permitido incorporar dicha tecnología a software de diseño aportando una nueva perspectiva y manipulación del entorno para la creación de contenido digital. Software como Autodesk Maya, Maxon Cinema 4D, Sidefx Houdini 16, Adobe After Effects, Adobe PremierPro, Blackmagic Fusion 9, entre otros, han integrado la opción de edición mediante dispositivos de realidad virtual ya sea para reproducir o crear contenido para la misma plataforma. De igual forma las plataformas de videojuegos, como Steam VR o Unreal engine VR permiten el desarrollo de videojuegos en realidad virtual abriendo nuevas puertas a la creación de sistemas interactivos creando entretenimiento, realidad aumentada o bien de experiencia en realidad virtual. De ser cinematográfico el contenido, se puede exportar para ser reproducido en plataformas de vídeos de 360 grados como YouTube o aplicaciones de Steam.
Los vídeos de 360 grados o VR permiten que el usuario se pueda situar en el centro de la acción independientemente de la finalidad que busque dicho usuario.
Por otro lado dentro del ámbito del diseño web podemos encontrar lo que se conoce como la web inmersiva que hace referencia a la inclusión de experiencias virtuales, aumentadas y de realidad mixta muy útiles en áreas como la formación, las noticias y la venta al por menor. Para este ámbito se han desarrollado frameworks como A-Frame, React 360 o Amazon Sumerian que facilitan la inclusión de esta tecnología para los desarrolladores y diseñadores web.
Finalmente, programas como Adobe Audition o Final Cut Pro X, colabora con la edición de audio digital en 360 grados con la finalidad de dotar sistemas envolventes mediante la inclusión de foleys, stam, diálogos y efectos de sonido.

## Historia
El origen de la realidad virtual se remonta a la Segunda Guerra Mundial. La Marina de Guerra de Estados Unidos contacta con el MIT (Massachusetts Institute of Technology) para la posible creación de un simulador de vuelo apto para el entrenamiento de pilotos de bombarderos. El proyecto fue denominado Whirlwind y su construcción finalizó algunos años más tarde en 1951. No fue hasta 8 años después cuando USAF (United States Air Force) retomó el proyecto bajo el nombre de “Claude Project” y apareció un uso civil de la tecnología 3D.
A lo largo del siglo XX se han realizado diversos sistemas de realidad virtual. En 1962, Morton Heilig construyó el Sensorama, una máquina que muestra imágenes estereoscópicas tridimensionales de gran angular, con sonido estéreo, efectos de viento y aromas, y asiento móvil. En 1968, Ivan Sutherland construyó The Sword of Damocles, un casco de realidad virtual que mostraba con imágenes estereoscópicas con modelos wireframe.
En 1978, un equipo del MIT liderado por Andrew Lippman realizó el Aspen Movie Map, un programa que permitía al usuario recorrer las calles de la ciudad de Aspen, mediante filmaciones reales del lugar, e interactuar con ciertos edificios, permitiendo ver su interior y datos históricos.
En 1984, la sede de Baltimore de la cadena de parques de diversiones Six Flags estrenó The Sensorium, una sala de cine 4D que combinaba una película con proyección estereoscópica, asientos que vibraban y efectos aromáticos.
En 1987, Nintendo lanzó el Famicom 3D System y Sega lanzó el Master System, ambos cascos de realidad virtual con lentes de obturador.
En 1991, Sega anunció el lanzamiento del Sega VR, un casco de realidad virtual con pantalla LCD y auriculares estéreo para máquinas arcade y consolas de videojuegos. El aparato se presentó al público en 1993, y se anunció que costaría 200 dólares, pero nunca se comercializó.
En 1994 lanzó el Sega VR-1, un simulador de movimiento que incorporaba un casco con gráficos tridimensionales poligonales y seguimiento de movimientos de la cabeza.
En 1995, Nintendo lanzó el Virtual Boy, un casco de realidad virtual con pantalla monocromática de paralaje. Ese mismo año, Forte lanzó el VFX1 un casco de realidad virtual con imagen estereoscópica, seguimiento de movimientos de cabeza y auriculares estéreo.
En 2012, Palmer Luckey presentó el primer prototipo del casco de realidad virtual Oculus Rift. La versión para clientes se comenzó a comercializar en 2015. En 2016, Sony lanzó el PlayStation VR, mientras que HTC y Valve lanzaron el HTC Vive.

## Productos
Diversas empresas están trabajando actualmente sobre productos de realidad virtual. Algunos están en fase de desarrollo, otros disponibles comercialmente:

### Cascos o gafas
Conocidos también como HMD (del inglés head-mounted display), se distinguen fundamentalmente dos tipos: los que llevan pantalla incorporada y los que son esencialmente una carcasa destinada a que el usuario introduzca un teléfono inteligente.
En cuanto al display, solía utilizarse tecnología LCD, aunque empiezan a aparecer algunos como el Razer OSVR HDK 2, el propio PlayStation VR, o el nuevo Oculus con pantallas OLED. Mientras que algunos HMD utilizan dos displays LCD (uno para cada ojo), otros optan por un único display con una división en el centro. Algunos tienen unas lentes colocadas entre los ojos y el display, y pueden ajustarse a la distancia de los ojos. Las lentes modifican la imagen para cada ojo, cambiando el ángulo de la imagen 2D de cada display para crear un efecto 3D, simulando las diferencias con las que se ven las cosas con un ojo respecto al otro.
Otro aspecto importante de los HMD es el campo de visión. Los seres humanos tenemos un campo de visión horizontal de unos 180° a 220°, en ocasiones más, aunque varía de persona a persona. Esta visión es monocular, es decir solo es percibida por uno de los dos ojos. El campo de visión percibido por ambos ojos (y que por tanto se ve en 3D) es de unos 114°. Por este motivo, un campo de visión de 360° sería innecesario. La mayoría de los HMD funcionan con un campo de visión de entre 110° y 120°.
Por último, hay que destacar dos puntos: los fotogramas por segundo (FPS) y la latencia. Es imprescindible un mínimo de 60 FPS para que el ojo perciba las imágenes de manera natural y no provoque mareo. Todos los HMDs importantes superan este mínimo. El otro punto es la latencia, que ha de ser inferior a 20 ms para que el usuario no experimente una sensación de retraso entre lo que hace y lo que ve.

#### Gafas con pantalla incorporada

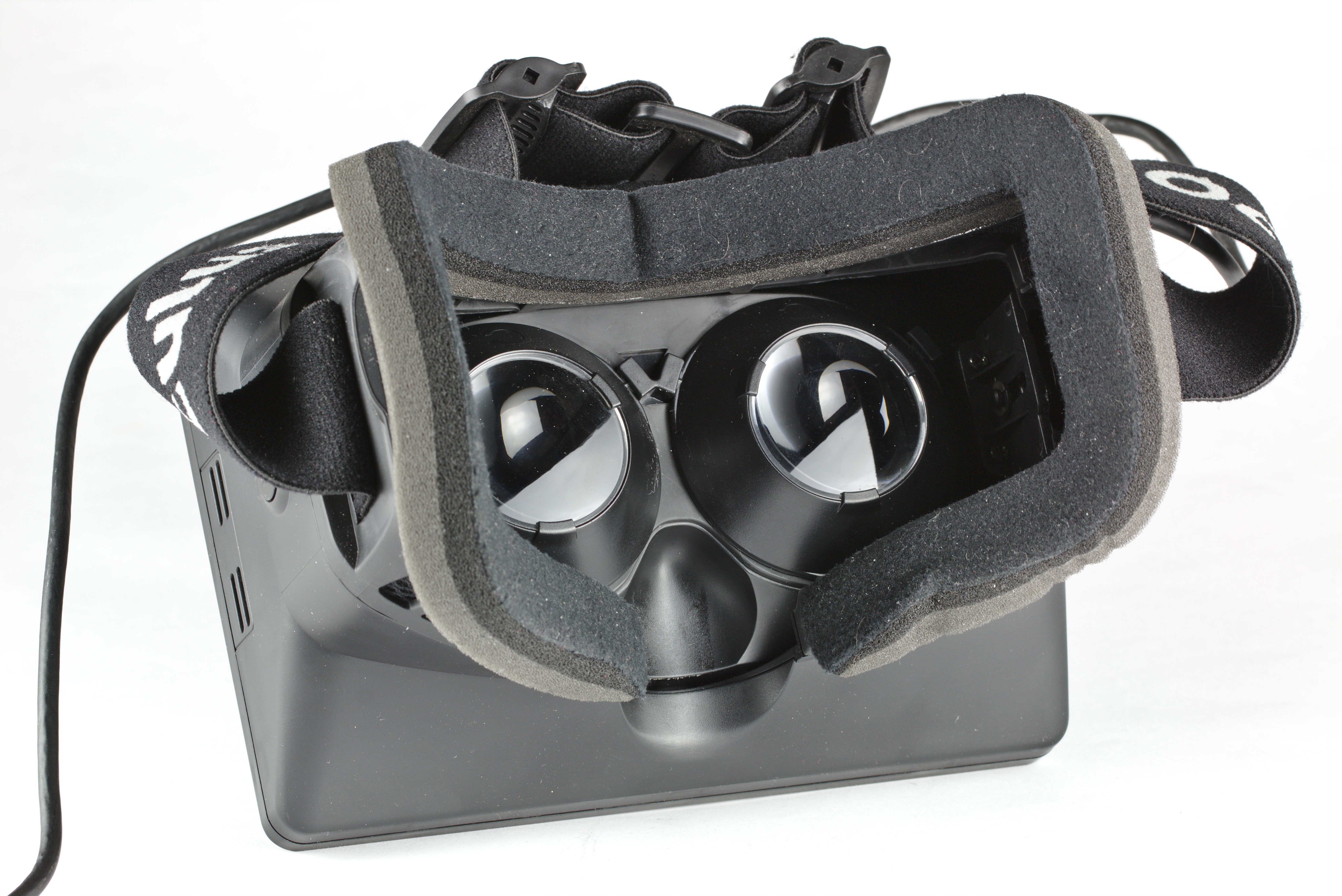
Oculus Rift

- Rift: aparato de realidad virtual para usos tanto lúdicos como profesionales, desarrollado por la empresa Oculus VR (adquirida por Facebook por casi 2 000 millones de euros en 2014[69]). Está en fase de desarrollo pero se puede comprar su modelo experimental. Funciona conectado a un ordenador, donde se ejecuta el software, lo que le permite aprovechar toda la potencia de aquel para su recreación del mundo virtual.
- PlayStation VR: conocido también como Morpheus, es un casco de realidad virtual actualmente en desarrollo por Sony. Está diseñado para ser plenamente funcional con la consola Playstation 4 y Playstation 4 Pro. Puesta en venta el 13 de octubre de 2016.
- Vive: proyecto conjunto de Valve Corporation y HTC, actualmente en desarrollo, de un HMD con una resolución anunciada de 1080x1200 para cada ojo, tasa de refresco de 90 Hz, y más de 70 sensores de posición y orientación. Forma parte del proyecto SteamVR de Valve, su rango de visión es de 100°.
- VivePro: Lanzados a principios del 2018, se destacan por la nitidez de imagen superior a su predecesora, consecutivamente integra dos cámaras que permiten un mejor tracking del usuario para una mejor experiencia. Por otra parte, ofrecen un mejor confort al contar con menos peso y por primera vez los audífonos se encuentran incluidos destacando con el anterior modelo al no tener que adquirir un accesorio extra. Por separado ofrecen el primer transmisor de la compañía trabajando a 60 Hz excusando el TPcast Archivado el 10 de mayo de 2020 en Wayback Machine..
- StarVR: desarrolladas por Starbreeze Studios y compatibles con el sistema abierto SteamVR. Destacan por su amplio campo de visión (210.º) al utilizar dos pantallas de 2560 x 1440, una para cada ojo.
- FOVE VR: poseen la peculiaridad de incorporar seguimiento del (seguimiento ocular), lo que permite cosas como enfocar la imagen de acuerdo con el lugar adonde se mira, o nuevas formas de interacción visual.
- Pimax 4k: cuentan con dos monitores 2k culminando en una visión 4k. A diferencia de la competencia, las gafas cuentan con un sensor de giroscopio en lugar del ya conocido motion tracking.
- Pimax 8k: compatibles con SteamVR, estas gafas incorporan dos monitores 4k y cuentan con puntos de trackeo para compatibilidad con sensores de escaneo. Su primera instancia fue gracias a Kickstarter donde la empresa Pimax innovó con el prototipo con 200° de visión superando a la competencia finalmente cuentan con trackeo de ojos y compatibilidad con HTC Vive.

#### Modelos descontinuados

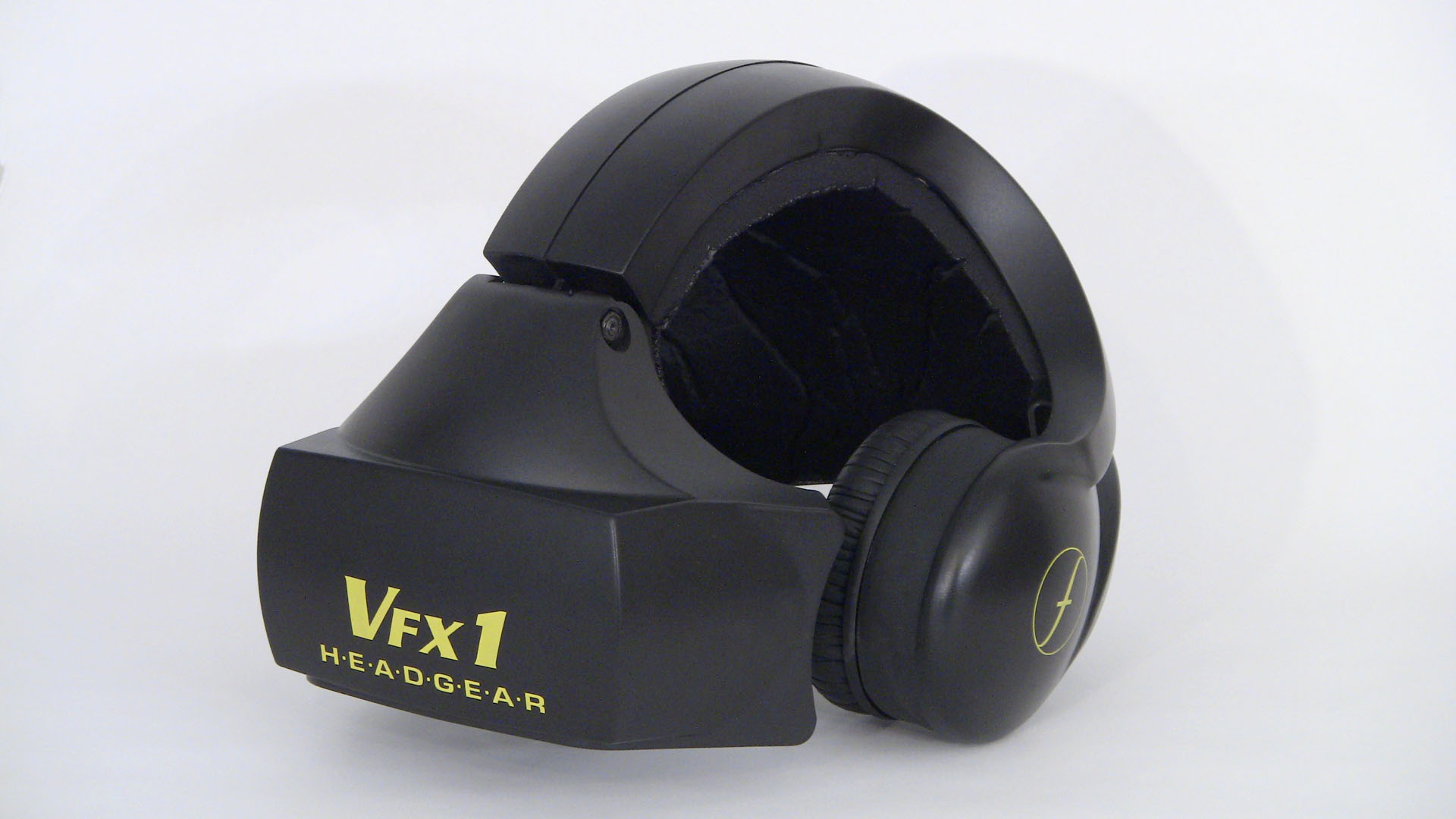
Forte VFX1 del año 1995

- Gear VR: aparato de realidad virtual desarrollado por Samsung en colaboración con Oculus VR. A diferencia del Oculus Rift, no incluye pantalla, sino que es mayormente una carcasa con algunos botones y un sensor avanzado de movimiento, concebida para colocar en ella teléfonos avanzados de la propia Samsung que harán las funciones de pantalla y de procesador informático.
- Cardboard: carcasa de cartón desarrollada por Google y destinada a poder experimentar de manera barata la realidad virtual a nivel doméstico colocando en ella un smartphone de cualquier marca.[70][71] Lanzado en 2014 y descontinuado en 2021
- Daydream View: visor de la plataforma de realidad virtual Daydream desarrollada por Google. Lanzado en 2016 y descontinuado en 2019, era compatible con unos pocos dispositivos móviles certificados, iba acompañado de un mando con sensores de orientación. Los primeros servicios presentados fueron Google Street View o una experiencia de cine.[72]
- Virtual Boy: consola lanzada por Nintendo en 1995 que incluía unas gafas monocromas que reproducían un entorno 3D, precursora por tanto de la realidad virtual. Su fracaso comercial la hizo desaparecer del mercado al año siguiente de su lanzamiento.
- Forte VFX1: fue un HMD lanzado al mercado en 1995. Se conectaba a un PC y ofrecía imagen estereoscópica con seguimiento de cabeza en tres ejes y una resolución de 263 x 230 píxeles por ojo.
- eMagin Z800 3DVisor: HMD fabricado a partir de 2005, con dos pantallas OLED de 800x600 píxeles, que estaba destinado principalmente al visionado de imágenes 3D o para su uso como monitor portátil, aunque incorporaba también sensores de movimiento que hacían posible usarlas con videojuego de disparos en primera persona.[73]

### Sensores de posición

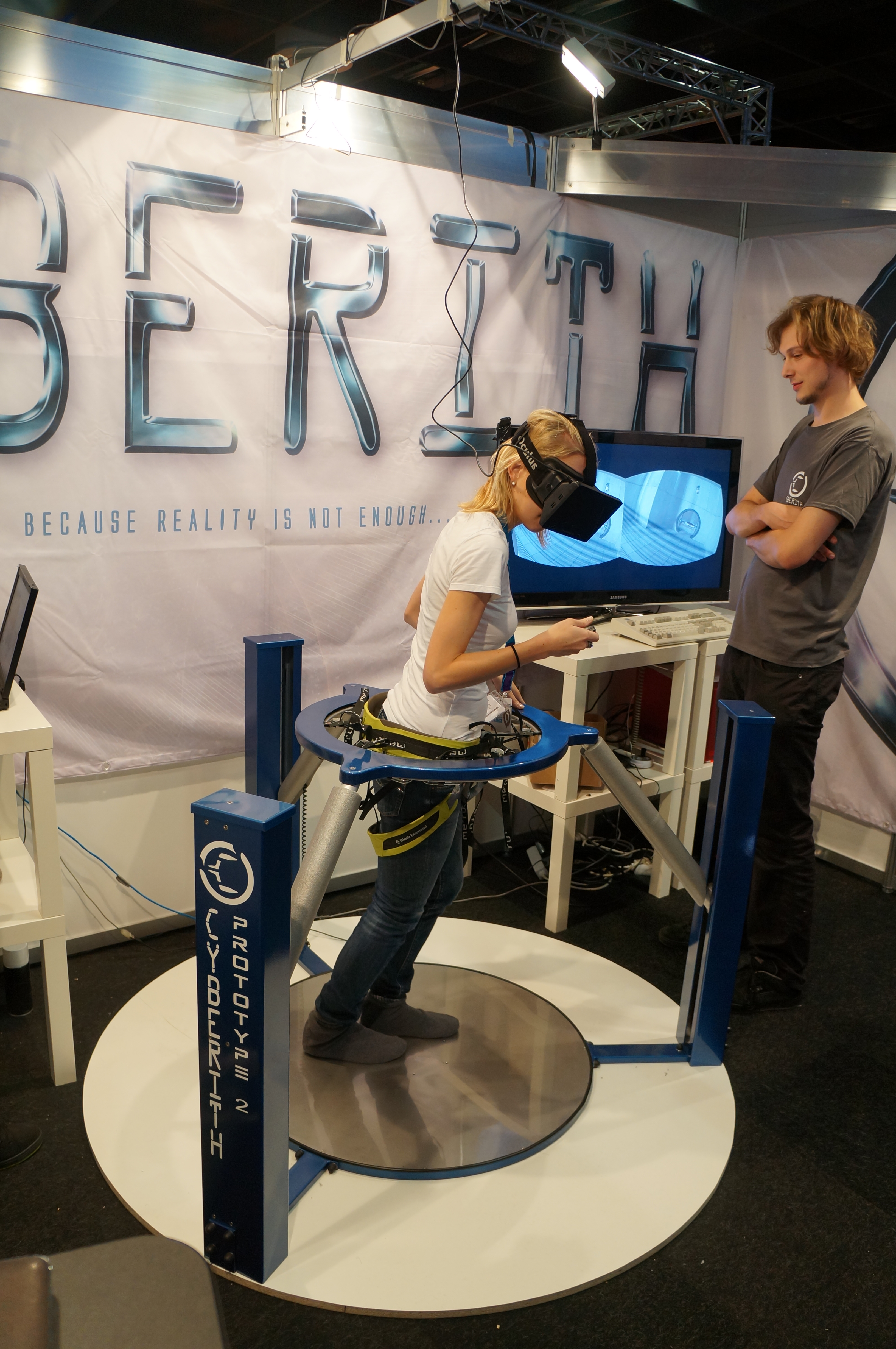
Plataforma omnidireccional Cybertih Virtualizer, en la Gamescom 2013.

Los HMD más avanzados se venden acompañados de unos dispositivos conocidos como sensores de posición que, colocados en la habitación, permiten al sistema determinar la ubicación del HMD y de otros periféricos que pueda portar el usuario, dándole así a este la posibilidad de moverse libremente en el espacio virtual a escala.
Entre los más conocidos están el Lighthouse utilizado por las gafas HTC Vive, o el Constellation usado por las Oculus Rift. Compatible con otros sistemas es Nolo VR, un sistema de seguimiento de posición para visores de móvil que se compone de una estación base, un marcador para el visor, y dos mandos, y es compatible con juegos de Steam VR. Sin embargo, usuarios han reportado problemas en el tracking pues las interferencias de señal entorpecen el funcionamiento.

### Controladores
Los sistemas de realidad virtual suelen incorporar dispositivos de control que permitan interactuar con el entorno visualizado, y que consisten normalmente en unos mandos con botones que se agarran con las manos y que tienen seguimiento posicional absoluto. Así es el caso de los Touch de Oculus o los mandos del HTC Vive o los del PSVR de Sony. También existen guantes, o bien sensores de posición capaces de detectar la posición del cuerpo o partes de este.
- Leap Motion: accesorio consistente en un sensor que percibe a distancia los movimientos de la mano, convirtiéndola así en un dispositivo de entrada (un controlador).
- STEM System: sistema para la detección inalámbrica de los movimientos corporales, desarrollado por la empresa Sixense. Supone una ampliación sobre el controlador Razer Hydra, del mismo fabricante (Sixense).
- PrioVR: similar en funcionalidad al anterior, se ocupa de trasladar al entorno virtual los movimientos corporales del usuario.
- Gloveone: dispositivo háptico de realidad virtual desarrollado por NeuroDigital Technologies. Es un guante que permite recibir sensaciones hápticas mediante diez actuadores dispuestos estratégicamente en las yemas de los dedos y la palma de la mano con la finalidad de hacer llegar al usuario la sensación de tener o sentir un objeto en su propia mano. Gloveone además proporciona seguimiento de manos y dedos por sí mismo, aunque es 100 % compatible con Leap Motion y RealSense. permite interactuar con objetos mostrados en la pantalla de un ordenador o en un HMD como las Rift, Gear VR, Vive u OSVR.[75]
- PowerClaw: interfaz que estimula la piel, logrando desarrollar el sentido del tacto. El dispositivo tiene la funcionalidad de generar la sensación de calor, frío, vibración y rugosidad. Este sistema cuenta con una integración directa con el Oculus Rift, casco de realidad virtual y Leap Motion, que es un sistema de control gestual.
- HTC Vive Virtual Reality System Tracker: Sensor externo a los visores que integran información a los sensores de posicionamiento para incorporar objetos cotidianos a la realidad virtual mediante la emisión de información de su posicionamiento.[76]
- VR Gun: Dispositivo que incorpora el HTC VIVE Virtual Reality System Tracker a un control externo en forma de arma con la finalidad de hacer más amena e integra la experiencia de realidad virtual en juegos de disparos.[77]
- Pimax Controller: Controlador similar a los predecesores sin embargo, cuentan con un pad similar al de Oculust Rift pero incorporando una cinta que hace posible sujetar el controlador sin tener que usarlos dedos haciendo que el usuario al momento de conectarse en la realidad virtual pueda tener la sensación de agarrar y soltar objetos dentro del entorno visual, los gatillos incorporados aluden a los diseños predecesores para cumplir con compatibilidad en Steam y simuladores de vuelo.[78] De igual forma son compatibles con los sensores de posicionamiento de HTC Vive.[79][80]

### Otros periféricos
- Virtuix Omni: accesorio periférico para las Rift, consistente en una plataforma omnidireccional sobre la que el usuario puede caminar sin moverse del sitio.
- Cyberith Virtualizer: otra plataforma omnidireccional, similar a la anterior, desarrollada por una empresa austriaca.
- TPcast Archivado el 10 de mayo de 2020 en Wayback Machine.: accesorio complementario para Oculus y HTC Vive que permite la transmisión sin cables sin embargo, se requiere de baterías externas y un repetidor de señal Wifi.

### Otros sistemas

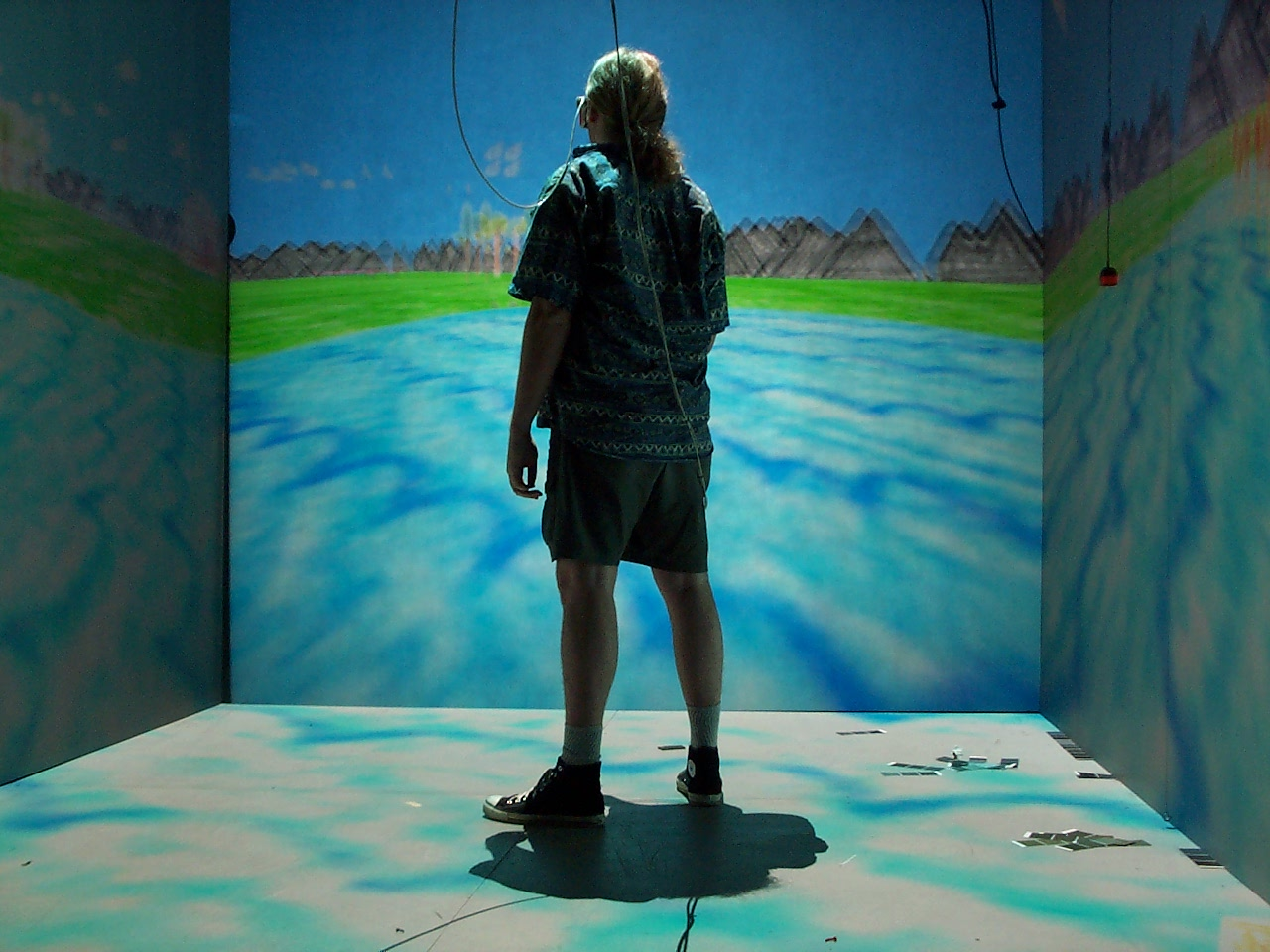
Sistema CAVE en la Universidad de Illinois de Chicago

- Sistema CAVE en la Universidad de Illinois de ChicagoSistema CAVE (Cave Automatic Virtual Environment): es una tecnología que crea un entorno de realidad virtual en una habitación con forma de cubo, en cuyas paredes se proyectan las imágenes. El usuario, situado en el centro del cubo, observa las imágenes a su alrededor con unas gafas 3D para tener sensación de profundidad. El sonido se genera con altavoces situados en distintos puntos de la habitación. Estos sistemas existen desde los años 1990.

### Softwarey contenidos
Junto a los productos de hardware recién mencionados, diversas empresas están elaborando software y contenidos, con las herramientas disponibles para ello, para ser disfrutados a través de los dispositivos de realidad virtual. Algunos que se pueden destacar son:
- Demos (entornos para explorar): Tuscany Dive, Riftcoaster, Proyecto Evil Dead, Cmoar Roller Coaster VR, Ready Player One: OASIS beta, entre otros.[81]
- Videojuegos: Elite: Dangerous, Alien Isolation, EVE Valkyrie, Hardcode VR, Herobound, Lamper VR, Anshar Wars 2, Land's End, House of Terror VR, y otros; así como mods de juegos clásicos adaptados a RV como los de Team Fortress 2, Half-Life 2, Richard Burns Rally, Quake VR, The Elder Scroll V SKYRIM VR, Doom VR, Fallout 3 VR y otros.[82]
- Vídeo: vídeos 360 de distintos géneros (documental, ficción, recreación, musical, entre otros) y aplicaciones para verlos (Youtube, Within, Cineveo, CineVR, etc.).[83]
- Educación: Space Engine, Expeditions, Unimersiv, Apollo 11 VR, Hindenburg VR, Oneiric Masterpieces - Paris, Douarnenez VR, Great Pyramid VR, 7VR Wonders, 3D Organon VR Anatomy, The Body VR: Journey Inside a Cell, InCell VR, InMind VR.[84]
- Turismo virtual: VR Cities, Sites in VR, Visoplaces
- Artes plásticas: Inception VR
- Comunicación: AltspaceVR
- Medicina: ER VR, 3D Organon VR Anatomy, The Body VR: Journey Inside a Cell.[85]
- Utilidades: MINT VR, Supermedium- VR Browser, Pluto, LIV client, NVR Player, Hub Culture VR, HELI, Windows Mixed Reality for SteamVR, VoxVR, VRMakingSense, Virtual Sapce, entre otros.[86]
- Solidaridad: Realidad Empoderada.[87]

### Problemas identificados por los consumidores
Forbes identifica cuatro problemas a evitar en los próximos productos de VR:
- Necesidad de conectar las gafas a un PC (la introducción de un móvil es importante).
- Precio demasiado alto para la mayoría de la gente.
- Falta de contenidos que justifiquen la compra.
- Cascos muy pesados, lo que permite llevarlos solo un tiempo limitado.
- Sólo un usuario puede ocupar el dispositivo a la vez.[89]

Otros aspectos que a veces se critican son:
- Altas exigencias en tarjetas gráficas de PC.
- Algunos cascos no incluyen auriculares, haciendo incómoda la experiencia.
- Necesita espacio amplio para escalar los sensores de movimiento.
- Fatiga ocular tras larga exposición.
- Posibilidad de golpear objetos de la habitación mientras se usa el visor.
- El uso de lentes graduados no favorece la experiencia vr por el uso del casco.
- Dificultad para compartir la experiencia (el visor es de uso individual).
- Reducido campo de visión con deformación en los laterales.
- Uso de cables que entorpecen el movimiento.[90]
- Controles pesados y sin flexibilidad.
- No apto para usuarios epilépticos.
- Problemas en sensores de posicionamiento.[91]
- Exigencias de grandes espacios vacíos para un correcto acomodo de sensores de posicionamiento.[92]

## Técnicas de realidad virtual
Para proporcionar a los usuarios la sensación de realismo al utilizar los dispositivos de realidad virtual, se requieren una serie de técnicas como el seguimiento de cabeza, de movimiento y ocular. De igual forma los mandos forman parte importante de la experiencia pues, al contar con vibración conectan al usuario con las acciones que realiza en la pantalla.

### Seguimiento de cabeza
El seguimiento de cabeza permite a una aplicación reconocer los movimientos de cabeza del usuario, y realizar un desplazamiento de la imagen cuando este mueve la cabeza en cualquier dirección. Para realizar este seguimiento se utilizan unos acelerómetros, giroscopios y magnetómetros incorporados en los HMDs. Además, cada compañía utiliza una técnica propia para determinar la posición de la cabeza.
El Oculus Rift utiliza su propio sistema de posicionamiento llamado Constellation. Consiste en un conjunto de veinte ledes infrarrojos colocadas alrededor del casco formando un patrón reconocible y un sensor. El sensor va captando fotogramas y analizando la posición de todos los ledes, permitiendo así el seguimiento.
Algo parecido es lo que usa PlayStation VR, excepto que son solo nueve ledes. La desventaja del PSVR es que ha de ajustarse con la cámara cada vez que una persona de diferente estatura (por ejemplo) lo utiliza. Además, la PlayStation Camera, necesaria para poderlo utilizar, ha de estar bastante cerca del usuario para funcionar bien. De hecho, Sony recomienda que se utilice el PSVR sentado, a aproximadamente 1.5 metros de la cámara y con espacio suficiente para realizar algunos movimientos ligeros. De hecho, a partir de esta distancia el rendimiento disminuye, y Sony no garantiza que la cámara detecte correctamente el movimiento a partir de los 9.8 pies (unos 3 metros).
El método que utiliza las Vive es bastante más novedoso. Se trata de un sistema de seguimiento llamado Lighthouse, desarrollado por HTC y Valve. No requiere de ninguna cámara, y el HMD no emite luz. El sistema consiste en dos cajas que se colocan en la pared con un ángulo de 90°, estas cajas contienen unos ledes y dos emisores de láseres, uno horizontal y uno vertical. Por otro lado, el HMD y los dos mandos (son necesarios dos para poder determinar la posición de ambas manos y brazos) disponen de sensores que captan la luz y los láseres emitidos por las cajas que se sitúan en las paredes de la habitación. Los ledes se iluminan y los dispositivos receptores empiezan a contar. Uno de los dos láseres emite un barrido por toda la sala. Los dispositivos detectan que sensores han sido alcanzados por el barrido y cuánto tiempo ha pasado desde el flash de los ledes y utilizan esta información para calcular su posición respecto a las cajas. Al acercarte demasiado a un muro, una cuadrícula translúcida aparece avisando de que estás cerca de una pared real. Todo esto con un jitter (la imprecisión de las mediciones cuando el objeto está inmóvil) de tan solo 0.3 mm.

### Rastreo de movimiento
El seguimiento o rastreo de movimiento es una extensión del seguimiento de cabeza, pero permitiendo reconocer otro tipo de movimientos, como el de las extremidades. Este terreno no está tan avanzado como el anterior aunque las grandes compañías están enfocando su interés en él.
Aparte del prometedor y ya mencionado Lighthouse de Valve existen otras opciones, por ejemplo el Leap Motion Orion. Este es un sistema extremadamente preciso de seguimiento de las manos. Detecta todos los movimientos de los dedos y las articulaciones incluso sobre entornos difusos y con niveles variables de luz, aunque tiene algunas desventajas, como el hecho de que has de estar mirando tus manos para que el sistema las detecte. Otro problema, no exclusivo de Orion, es la falta de algo tangible en las manos. En la vida real, cuando se entra en contacto con algo, el sentido del tacto se activa y se siente ese algo. En la realidad virtual en cambio, las manos están vacías y por tanto no se tiene forma de saber si se está sujetando el objeto de la manera que se quiere, o la fuerza que se está aplicando sobre él. Los desarrolladores están intentando suplir esta falta de respuesta táctil mediante señales auditivas que indiquen cuándo y cómo se entra en contacto con un objeto, pero la sensación no es la misma.
La alternativa de Oculus es Touch, un sistema de control que consiste en dos mandos empuñados y con una correa de sujeción para la muñeca, con los que se hace sentir al usuario que está usando sus propias manos. Cada uno de estos dos controles tiene forma de medialuna y dispone de dos botones, un mando analógico y un gatillo analógico, además de un mecanismo denominado disparador de mano, que replica la sensación de disparar un arma. Touch también hace uso del sistema de posicionamiento Constellation y a diferencia del Orion de Leap Motion, sí que dispone de respuesta táctil. Los mandos además disponen de unos sensores que permiten detectar una serie de gestos con las manos, como cerrar el puño, señalar con el índice o alzar el pulgar. La desventaja de Touch respecto a Orion es que, a pesar de ser muy avanzado, no deja de ser un mando y por tanto queda lejos de la libertad de movimiento que ofrece este último.
También cabe destacar la contribución de la empresa española NeuroDigital Technologies con su GloveOne. Es un guante que pretende dar al usuario ese feedback táctil tan deseado. Actualmente no dispone de sistema de seguimiento, así que se vale de un Leap Motion para ello, pero permite al usuario percibir el peso, la forma, el volumen y la textura de los objetos con los que interactúa. Para ello se vale de unos sensores situados cerca del pulgar, índice y los dedos centrales, además de la palma de la mano. Además, contiene 10 actuadores distribuidos entre la palma y las puntas de los dedos. Cada uno de ellos vibra de manera individual, con distintas frecuencias e intensidades, reproduciendo de manera precisa las sensaciones del tacto.
Existen otros sistemas de rastreo de movimiento, como trajes, controles por voz o incluso cintas de correr como Virtuix Omni, que permiten al usuario explorar grandes distancias caminando (o corriendo).

### Seguimiento ocular
Se trata de una tecnología que las principales compañías no han incorporado aún, pero que está presente en el HMD FOVE VR. Este casco de realidad virtual incorpora unos sensores infrarrojos interiores que captan los movimientos del ojo. Esto permite un abanico de opciones que van desde replicar los movimientos de tus ojos en tu avatar virtual, hasta provocar reacciones de otros personajes según la manera en la que los miras. Lo que es más impresionante es el realismo que ofrece el seguimiento ocular.
En la vida real, los ojos tienen un punto de enfoque central, mientras que el resto está desenfocado. Esto es muy difícil de replicar, lo que provoca un exceso de enfoque en los sistemas de otras compañías, que reduce la sensación de inmersión. El seguimiento ocular soluciona este problema, permitiendo enfocar solo aquello que el usuario está observando. Además, podría dar lugar a hipotéticas optimizaciones: la aplicación podría utilizar sus recursos en un renderizado de alta calidad de los objetos que están en el campo de visión del usuario, aplicando pocos recursos para todo aquello que está desenfocado en ese momento. Esta tecnología requiere no obstante de pantallas de alta resolución, ya que el punto enfocado por el usuario debería ser lo más realista posible. El exceso de enfoque de los otros sistemas puede producir mareo por movimiento, algo que el seguimiento ocular también podría evitar.

## Problemas de la realidad virtual

### Problemas físicos
Una de las mayores dificultades de la realidad virtual es conseguir que el usuario sienta una sensación de inmersión sin sentir náuseas, mareo, etc. Experimentar estos síntomas al utilizar realidad virtual es conocido como cibermareo o mareos de realidad virtual y es similar al clásico mareo por movimiento, o al mareo que experimentan los pilotos en los simuladores. La percepción de estos síntomas depende también de la persona. Para algunos, el vómito aparece a los pocos minutos, mientras que otros pueden disfrutar de la realidad virtual durante horas sin ninguna consecuencia.
El problema reside en un desajuste entre el sistema vestibular (los líquidos y fluidos en las cavidades del interior del oído, que envían información al cerebro sobre la dirección, los ángulos, etc.) y el sistema visual.

#### Causas
Estos efectos secundarios de la realidad virtual tienen distintas causas. Los desarrolladores intentan perfeccionar sus sistemas para evitarlas o combatirlas de la mejor manera posible, siendo estas la latencia, la duplicación de imágenes y la persistencia entre otros.

##### Latencia
La latencia, es el retraso entre la acción realizada por el usuario y su representación en la pantalla, produciendo desajustes entre los sistemas vestibular y visual, provocando a su vez náuseas y mareo.
La latencia común en los videojuegos, es el intervalo de tiempo entre que el usuario pulsa un botón y se actualizan los píxeles, siendo por regla general de un mínimo de 50 ms. Es importante no confundir este retardo con tiempo entre que un usuario pulsa un botón y la acción se lleva a cabo, siendo insuficiente para la realidad virtual, que requiere una latencia de 20 ms mínimo para que el usuario no experimente un retraso. De hecho, la mayoría de expertos creen que el límite es aún más bajo, situado en los 15 o incluso los 7 ms. Oculus Rift tiene un retardo bajo condiciones óptimas, de entre 30 y 40 ms.
Esto se debe a que el proceso de renderizar la imagen, requiere que el sistema de seguimiento determine la posición y orientación exactas del HMD, renderizando la aplicación la escena, para que el hardware transfiera la escena renderizada a la pantalla del HMD y ésta a empezar a emitir fotones para cada píxel.
El primer paso, el seguimiento tarda entre 10 y 15 ms cuando se trata de seguimiento óptico, lo que ya de por sí es demasiado. El seguimiento mediante acelerómetros es mucho más rápido con una latencia de 1 ms o menos, pero es poco preciso y se desvía mucho. Uno de los principales problemas es que las pantallas de 60 Hz, por ejemplo, ya introducen un retardo de unos 15 o 16 ms en la renderización. Este valor es dependiente de la CPU y la GPU, pero suele encontrarse en ese rango excepto para aplicaciones antiguas, que requieran un rendering primitivo.
Finalmente, el hardware transfiere la escena renderizada a la pantalla del HMD. Para la mayoría de sistemas basados en escaneo de frecuencias, esto supone un retardo de unos 16 ms en el peor de los casos (asumiendo que se utilicen pantallas de 60 Hz). Si la imagen se transmite de manera inmediata, es decir, que los fotones empiezan a mostrarse instantáneamente al llegar, la suma de las latencias mencionadas anteriormente es muy superior a los 20 ms y está a una distancia abismal de los 7 ms deseados.

##### Duplicación de imágenes y persistencia
Otro inconveniente importante es el judder o duplicación de imágenes. Se trata de una combinación de dos fenómenos, el emborronamiento de imágenes y la estroboscopia. El emborronamiento o smearing es un desenfoque de movimiento presente en realidad virtual. El strobing o estroboscopia, en cambio, consiste en la percepción de múltiples copias de una imagen al mismo tiempo, haciendo que parezca que no hay movimiento entre ellas. La unión de estos dos fenómenos constituyen las duplicaciones de imágenes.
El judder produce normalmente mareos y todos los síntomas relacionados, por lo que se ha de tratar de evitar. Una de las causas del judder es el hecho de que los píxeles se muevan a través de la retina mientras están encendidos (lo que produce smearing). La solución obvia para la duplicación de imágenes es un incremento de la tasa de fotogramas. El problema reside en que para evitarlo por completo, sería necesario una tasa de fotogramas de entre 300 y 1000 FPS, algo demasiado alejado de la realidad. Por tanto, aunque la solución es obvia, es también totalmente imposible debido a limitaciones tecnológicas.
La otra solución tiene que ver con la persistencia. La mayoría de pantallas tienen persistencia completa, de manera que los píxeles siempre se mantienen encendidos. El nivel de emborronamiento no depende en qué fracción de un fotograma estén los píxeles encendidos, sino del tiempo total en el que lo están. Es por esto que una tasa de fotogramas de unos 1000 FPS sería ideal con persistencia completa, ya que el tiempo sería de tan solo 1 ms.
Como esta tasa de fotogramas es actualmente inalcanzable, se debe utilizar baja persistencia para conseguir el mismo resultado. Con una persistencia nula (o casi nula), se elimina el desplazamiento de píxeles encendidos a través de la retina, ya que éstos se mantienen encendidos por muy poco tiempo. Así, se elimina el componente de emborronamiento en la duplicación de imágenes. No obstante, la baja persistencia también tiene desventajas, ya que puede incrementar la estroboscopia. De hecho, el propio emborronamiento oculta bastante la estroboscopia. Al disminuir el primero utilizando pantallas de baja persistencia, se manifiesta más claramente el segundo. No obstante este problema no es tan grave. El motivo es que en la imagen que el ojo esté enfocando no se producirá estroboscopia, ya que el propio ojo al seguirla lo evitará, porque los mismos píxeles irán al mismo punto de la retina en cada fotograma. Si bien en el resto de la imagen sí que se producirá este efecto, no será tan apreciable ya que estará fuera de enfoque.

### Privacidad y protección de datos
A medida que avanzan las nuevas tecnologías, la preocupación por la protección de datos crece considerablemente. No solo importa quién tiene acceso a nuestros datos, sino también la gran incógnita de los fines con los que estos datos serán utilizados. Esto genera pues un debate ético que debe ser tratado. 
Es importante considerar que la realidad virtual no solo hace uso de nuestros datos personales, sino que va más allá de los límites tradicionales de las redes sociales. Esto significa que este tipo de tecnologías van un paso más allá e implican nuevas categorías de reconocimiento del individuo con mayor granularidad y precisión. Sirva de ejemplo las gafas empleadas, que extraen información de las variaciones del iris, o los mandos, que hacen de interfaz con el mundo virtual y que analizan los cambios posturales para analizar acto seguido la respuesta emocional. 
El análisis de la posición relativa de los avatares en dicho mundo, los tiempos y la forma de reacción, generan un estudio biomecánico del individuo. Si además se le añaden los interfaces neuronales, el resultado es un conocimiento del individuo a niveles a los que nunca se pretendió llegar con las redes sociales.
Así, la realidad virtual generan un nuevo paradigma en cuanto a la protección de datos respecta, abarcando no solo la privacidad y seguridad de la información del individuo, sino también su integridad física y neuronal. 

### Afecciones físicas y psicológicas
La realidad virtual puede tener un impacto significativo en el bienestar físico y psicológico de los usuarios. Este impacto puede resultar tanto positivo como negativo, dado que por un lado, se usa como herramienta para tratar diversas afecciones de salud mental, como fobias, trastorno del estrés postraumático (TEPT) y depresión, pero a su vez puede generar efectos no deseados como la adicción o desensibilización. 
Dado estas posibilidades, es muy necesario la monitorización y la protección del bienestar de los usuarios. Podemos llegar a conseguir un entorno seguro si se realizaran las suficientes pruebas en las aplicaciones y dispositivos para garantizar una calidad y seguridad correctas, o también fomentando un equilibrio saludable entre usar la realidad virtual y la realización de actividades en la vida real, como socializar o hacer ejercicio.

### Otros problemas
Además de estos impedimentos tecnológicos, la realidad virtual se enfrenta a otros problemas. En primer lugar, aunque los efectos a corto plazo no van más allá de mareo y vómitos, nadie sabe con certeza cómo puede afectar el uso continuado de realidad virtual a una persona, ni física ni mentalmente.
Por otra parte, los costes del equipo necesario son todavía demasiado altos para el usuario de a pie. Un casco de realidad virtual de alta calidad está alrededor de los 600 €, y además hay que tener en cuenta el precio de un dispositivo (ordenador o consola) capaz de ejecutar las aplicaciones satisfactoriamente.
Finalmente, la realidad virtual necesita generar beneficios para ser viable. Actualmente la mayor parte del público interesado son los jugadores, pero es necesario a atraer a más sectores de manera más amplia para sobrevivir económicamente.

## La realidad virtual en la ficción
Muchos libros y películas de ciencia ficción han imaginado personajes atrapados o entrando en una realidad virtual.

### Cine
La realidad virtual ha supuesto un tema relevante para algunas películas del sector cinematográfico, que han tratado o se han basado en ella para sus historias.
- The Matrix (1999): Neo, un habilidoso hacker, descubrirá que su mundo es una mentira, que él, junto al resto de los humanos, está conectado a una simulación digital, Matrix, creada por unas máquinas, quienes se valen de ellos para seguir funcionando. Ahora conocedor de la verdad, Neo deberá enfrentarse a los Agentes, programas que atrapan a aquellos que han descubierto y se resisten a permanecer en La Matrix, para así poder salvarse.[114]
- Ready Player One (2018): El adolescente Wade Watts, al igual que todo el mundo, pasa sus horas en un universo virtual, OASIS, donde todo es posible. Pero pronto su vida dará un giro cuando descifra una de las pruebas de una competición que se celebra dentro de dicho universo, cuyo ganador conseguirá el control absoluto de OASIS. Sin embargo, él no será el único que vaya tras el premio.[115]
- Inception (2010): Dom Cobb es un ladrón de ideas: se infiltra dentro del subconsciente de las personas durante sus sueños y extrae las ideas que sus clientes desean obtener. No obstante, este trabajo acaba costándole su libertad y su familia. Dispuesto a hacer lo que sea para recuperar su vida pasada, accede a un trabajo extraordinario: deberá implantar una idea externa en la mente de otra persona. Si tiene éxito, conseguirá el perdón. Aunque tendrá que enfrentarse con un enemigo con el que no contaba.[116]
- El juego de Ender (2013): Después de que la Tierra fuera atacada por una raza alienígena conocida como fórmicos, Ender Wiggin será seleccionado y preparado como comandante del equipo responsable de proteger lo que queda de la Tierra y de la humanidad ante la amenaza de los fórmicos, quienes están por regresar para terminar el trabajo.[117]
- Jumanji: bienvenidos a la jungla (2017) y Jumanji: siguiente nivel (2019): Cuatro adolescentes quedan atrapados dentro de un extraño videojuego que descubren por casualidad. Para poder volver a casa, deberán superar todos los "niveles", todos los desafíos que les imponga ese mundo virtual, sin morir más de tres veces, o si no... Game Over.[118][119]